# Kalifaatstaat
Kalifaatstaat (Duits: Kalifatstaat) was een islamistische organisatie die in 1994 in Keulen werd opgericht en in december 2001 door de Duitse overheid werd verboden.
De Kalifaatstaat kwam in 1994 voort uit het Verband islamischer Vereine und Gemeinden (ICCB) in Duitsland, een vereniging die zich in 1984 had afgesplitst van de islamistische organisatie Milli Görüş. De voorzitter van de vereniging riep zich uit tot kalief, geestelijk en wereldlijk leider van alle moslims ter wereld. Sindsdien noemde de vereniging zich Kalifatsstaat (Hilafet Devleti), hoewel zij juridisch de oude naam bleef hanteren.
Leider van de beweging was Cemaleddin Kaplan, die in Duitsland de bijnaam "Khomeini van Keulen" had; de beweging kreeg in Turkse kringen al snel de bijnaam Kaplancılar. In de Turkse media werd Kaplan als "zwarte stem" aangeduid. Na het overlijden van Cemaleddin Kaplan werd zijn zoon Metin Kaplan in 1995 zijn opvolger. Metin Kaplan noemde zichzelf Müftüoğlu (zoon van de moefti). Onder Metin Kaplan radicaliseerde de beweging en raakte verdeeld. In Berlijn kwam zelfs een tegenkalief, İbrahim Sofu. Kaplan riep in 1996 op tot moord op deze tegenkalief, die op 8 mei 1997 werd vermoord. 
In december 2001 werd de organisatie verboden. Metin Kaplan werd aan Turkije uitgeleverd en daar tot levenslang veroordeeld.